# Bolba Lajos
Bolba Lajos (Késmárk, 1931. augusztus 2. – Budapest, 2018. január 29.) magyar karmester, zenei rendező. A Magyar Rádió Szórakoztatózenei Osztályának egykori vezetője, számtalan könnyűzenei műsor (mint a Tessék választani!, a Made in Hungary, a Slágerbarátság), valamint hanglemezek, filmek, színdarabok zenei rendezője az 1960-as évektől.

## Tanulmányai
Pozsonyban cseh, német, szlovák és magyar nyelvű iskolába is járt. Mikor a második világháború alatt iskoláját lebombázták, Újtátrafüredre került, ahol liftesfiúként dolgozott. 1945-ben Magyarországra települt, a Berzsenyi Gimnáziumban folytatta tanulmányait. Itt fedezték fel zenei tehetségét, s ösztönözték, hogy a Zeneakadémián tanuljon tovább. Ott karvezetésből szerzett diplomát. Majd egy másik intézményben ének-, valamint szlovák nyelv és irodalom szakos tanárként is végzett.

## Munkássága
Az egyetemi évek után tanárként dolgozott a Margit Gimnáziumban, majd az Erzsébet téri Kultúrház igazgatója lett. 1959-ben a Magyar Rádió könnyűzenei szerkesztőségéhez került. Hamarosan a Magyar Rádió Szórakoztatózenei Osztályát vezette. Ő hozta létre a számos hanglemezen, fesztiválokon, rádió- és televízióműsorokban rendszeresen közreműködő 14 tagú énekegyüttest, a Harmónia vokált. Évtizedeken át szerkesztette a Magyar Rádió könnyűzenei bemutatóit és hangversenyeit. Az 1960 és 1990 között évente megrendezett nagyszabású Tessék választani és a Made in Hungary című rendezvények a legjelentősebb bemutatói voltak a magyar könnyűzenei újdonságoknak. Zenei rendezője, szerkesztője volt a Magyar Televízió táncdalfesztiváljainak.
1986-ban a Magyar Rádió az ő kezdeményezésére alapította meg az eMeRTon-díjat, a magyar könnyűzenei szerzők és előadók méltó megbecsülésének céljából.
Az 1980-as évek végén nagy szerepet játszott Cserháti Zsuzsa karrierjének újralendítésében, mikor megfenyegette Erdős Pétert, a kádár rendszer akkori teljes magyar popzenei irányítóját, "hogy nem kapnak rádió stúdiót a különböző táncdalénekesek, hogy ha Cserháti Zsuzsának nem lehet lemeze vagy szereplési lehetősége."
Munkásságát többször is jutalmazták nívódíjjal. 20 éven át a József Attila Színház karnagya, majd 23 évig a Madách Színház, a Nemzeti Színház, az Irodalmi Színpad és a Városmajori Színház munkatársa volt.
A 2000-es évektől a budapesti Felvonulási téren megrendezett Borfalu rendezvénysorozat szervezője és programigazgatója volt.
Az általa alapított Ripacsok Társulattal 2014-ben készítette rendezőként Házaspárbaj c. színházi műsort.

### Színházi munkái
- A bestia (zenei vezető)
- Macskák (zenei vezető)
- Pajzán históriák (zenei vezető)
- Webber (zenei szerkesztő)

### Filmes munkái
- Hangárverés (tv-film, szerkesztő)
- A hallgatag hölgy (tv-film, zeneszerző, 1983)

### Rádiós könnyűzenei sorozatai
- Tessék választani! – tánczenei bemutató (1961–1991)
- Made in Hungary – tánczenei bemutató (1965–1983)
- Randevú – sanzonbemutató (1967–1980)
- Slágerbarátság – szovjet dalok bemutatója (1983–1988)

## Díjak, elismerések
- a Magyar Rádió többszörös nívódíjasa
- 2006: eMeRTon Életműdíj